# Olli-Markus Taivainen
Olli-Markus Taivainen (Hausjärvi, 2 maggio 1989) è un orientista e sci orientista finlandese.
A soli vent'anni ha vinto i campionati mondiali di sci orientamento per la prima volta, guadagnando anche un bronzo e un argento.
Ha vinto anche la prova su media distanza dei campionati mondiali giovanili di orientamento del 2009 che si sono tenuti in Primiero.